# Элсом, Изобел
В Википедии есть статьи о других людях с такой фамилией — см. Элсом, Рокки.
Изобел Элсом (англ. Isobel Elsom; 16 марта 1893, Кембридж — 12 января 1981, Вудленд-Хиллз, Калифорния) — британо-американская актриса театра, кино и телевидения.

## Биография
Изабелла Рид (настоящее имя актрисы) родилась 16 марта 1893 года в Кембридже (Англия). Её отец был музыкантом. Окончила колледж в Бедфорде. Впервые появилась на экранах в 1915 году. Между 1934 и 1939 годом иммигрировала в США.
Изобел Элсом скончалась 12 января 1981 года в Вудленд-Хиллз (Лос-Анджелес, Калифорния, США).
Несколько портретов актрисы включены в экспозицию лондонской Национальной портретной галереи.

### Личная жизнь
13 января 1923 года Изобел вышла замуж за известного кинорежиссёра Мориса Элви (1887—1967), с которым познакомилась на кастинге ещё в 1919 году, но развелась с ним до 1942 года. Вторым мужем Изобел стал британский киноактёр Карл Харборд (1908—1958), с которым актриса прожила в браке с 1942 года до самой его смерти. Детей у актрисы не было.

## Избранные работы
За 50 лет кинокарьеры (1915—1965) Элсом появилась в более чем в 130 фильмах и сериалах. Амплуа — аристократические дамы из высшего общества. С 1926 по 1957 год играла разные роли на Бродвейских подмостках.

### Бродвейские театры
- 1926 — Призрачный поезд[англ.] / The Ghost Train — Джулия Прайс
- 1928 — Серебряная коробка[англ.] / The Silver Box — миссис Джонс
- 1942 — Цветы добродетели[англ.] / The Flowers of Virtue — Карлотта Гарсия
- 1950 — Невинные[англ.] / The Innocents — миссис Гроус
- 1950 — Странная миссис Сэвидж / The Curious Savage — Флоренс
- 1951 — Ромео и Джульетта / Romeo and Juliet — леди Капулетти
- 1954 — Горящее стекло[англ.] / The Burning Glass — леди Террифорд

### Телевидение
- 1951—1954 — Роберт Монтгомери представляет[англ.] / Robert Montgomery Presents — миссис Микаубер (в 7 выпусках)
- 1951—1955, 1957 — Театр Lux Video[англ.] / Lux Video Theatre — разные роли (в 10 выпусках)
- 1955, 1957, 1958 — Театр звёзд Шлица[англ.] / Schlitz Playhouse of Stars — разные роли (в 3 выпусках)
- 1956—1957 — Альфред Хичкок представляет / Alfred Hitchcock Presents — разные роли (в 3 выпусках)

### Широкий экран
- 1916 — Вехи[англ.] / Milestones — леди Монкхёрст
- 1923 — Знак четырёх[англ.] / The Sign of Four — Мэри Морстан
- 1924 — Кто этот человек?[англ.] / Who Is the Man? — Женевьева Арно
- 1941 — Дамы в уединении / Ladies in Retirement — Леонора Фиск
- 1942 — Орлиная эскадрилья[англ.] / Eagle Squadron — дама Элизабет Уитби
- 1942 — Война против миссис Хэдли[англ.] / The War Against Mrs. Hadley — миссис Лора Уинтерс
- 1942 — Ты никогда не была восхитительнее[англ.] / You Were Never Lovelier — миссис Мария Кастро
- 1943 — Вечность и один день / Forever and a Day — леди Тримбл-Помфрет
- 1943 — Сначала приходит мужество[англ.] / First Comes Courage — Роуз Линдстром
- 1944 — Белые скалы Дувра[англ.] / The White Cliffs of Dover — миссис Бэнкрофт (в титрах не указана)
- 1944 — Между двумя мирами[англ.] / Between Two Worlds — Женевьева Кливден-Бэнкс
- 1944 — Казанова Браун[англ.] / Casanova Brown — миссис Феррис
- 1945 — Невидимое / The Unseen — Мэриэн Тайгерт
- 1946 — Две сестры из Бостона[англ.] / Two Sisters from Boston — тётя Дженнифер
- 1946 — Бремя страстей человеческих[англ.] / Of Human Bondage — миссис Бетти Ателни
- 1947 — Две миссис Кэрролл[англ.] / The Two Mrs. Carrolls — миссис Латам
- 1947 — Месье Верду / Monsieur Verdoux — Мари Гросней
- 1947 — Призрак и миссис Мьюр / The Ghost and Mrs. Muir — Анжелика Мьюр
- 1947 — Плющ[англ.] / Ivy — Шарлотта Чатл
- 1947 — Никогда не покидай меня[англ.] / Escape Me Never — миссис Маклин
- 1947 — Любовь незнакомца[англ.] / Love from a Stranger — тётушка Лу-Лу
- 1947 — Дело Парадайна / The Paradine Case — хозяйка гостиницы
- 1949 — Таинственный сад[англ.] / The Secret Garden — гувернантка
- 1954 — Дезире[англ.] / Désirée — мадемуазель Клари, мать Дезире
- 1954 — Глубоко в моём сердце[англ.] / Deep in My Heart — миссис Гаррис
- 1955 — Королевский вор[англ.] / The King's Thief — миссис Беннетт
- 1955 — Любовь — самая великолепная вещь на свете / Love Is a Many-Splendored Thing — Аделин Палмер-Джонс
- 1956 — Напоказ[англ.] / Over-Exposed — миссис Пейтон Грэндж
- 1956 — 23 шага по Бейкер-стрит[англ.] / 23 Paces to Baker Street — леди Сиретт
- 1956 — Жажда жизни / Lust for Life — миссис Стрикер
- 1957 — Стрелки Юбочного форта[англ.] / The Guns of Fort Petticoat — миссис Шарлотта Огден
- 1958 — Засыпай, мой малыш / Rock-A-Bye Baby — миссис Ван Клив
- 1959 — Молодые филадельфийцы / The Young Philadelphians — миссис Дьюитт Лоуренс (в титрах не указана)
- 1959 — Чудо[англ.] / The Miracle — Старшая мать
- 1960 — Коридорный[англ.] / The Bellboy — гостья в гостинице (в титрах не указана)
- 1961 — Посыльный[англ.] / The Errand Boy — Ирма Парамутуал
- 1961 — Второй раз с начала[англ.] / The Second Time Around — миссис Роджерс
- 1963 — Кто позаботится о магазине?[англ.] / Who's Minding the Store? — вдова Хазел
- 1964 — Моя прекрасная леди / My Fair Lady — миссис Эйнсфорд-Хилл
- 1964 — Ищущие удовольствия[англ.] / The Pleasure Seekers — Дона Тереза Лакайо